# Vox Lux
Vox Lux è un film del 2018 scritto e diretto da Brady Corbet.

## Trama
Nel gennaio del 2000 un ragazzo di nome Cullen Active entra in una classe della sua scuola e spara all'insegnante. Una studentessa di 13 anni, Celeste Montgomery, parla al ragazzo con tranquillità e compassione, ma lui le spara al collo. Mentre si riprende lentamente dalla sua ferita, Celeste, insieme alla sorella maggiore Ellie, scrivono musica insieme. Poco dopo, ad un evento organizzato in memoria delle vittime, canta una canzone che ha scritto con Ellie, Wrapped Up, che diventa presto una hit e la ragazza viene contattata da un manager.
Nell'arco di due anni entra in contatto con le molteplici tensioni causate dalla sua fama. Le due sorelle frequentano sempre più spesso feste: Celeste ha un rapporto sessuale con un artista molto più vecchio di lei ed Ellie con il manager la notte prima dell’11 settembre. Tuttavia, Celeste continua a crescere nell’industria musicale, le sue canzoni vengono trasmesse alle radio e registra il suo primo video musicale, per Hologram (Smoke and Mirrors).
Nel 2017 si vocifera del coinvolgimento di Celeste nell'organizzazione di un attacco terroristico su una spiaggia croata dato che le maschere indossate dai criminali sono simili a quelle usate nel video di Hologram. Celeste ha 31 anni e si sta preparando al primo concerto di una tournée, in supporto del suo sesto album in studio Vox Lux. Prima di un’intervista, porta fuori a pranzo la sua figlia adolescente Albertine, concepita durante il rapporto con l’artista. Al ristorante Celeste rivela la sua dipendenza dall'alcol e le due vengono cacciate.
In seguito ha un litigio con Ellie (la persona che ha realmente cresciuto Albertine) dopo aver scoperto che la figlia ha recentemente perso la verginità. Durante un’intervista per presentare la sua tournée, diventa sempre più innervosita dalle domande degli intervistatori; la sua pubblicista cancella il resto delle interviste programmate quel giorno e le consiglia di riposarsi prima del concerto. Nonostante ciò, lei e il suo manager si ubriacano e fanno sesso. Quella sera, poco prima del concerto, ha una crisi emotiva ma la sorella la conforta e la porta fuori.
Celeste è dietro le quinte, pronta per il concerto con la sua band e i suoi ballerini. Si esibisce in molte canzoni che comprendono elaborati balli. Si viene a conoscere che, dopo essere stata colpita nella sparatoria alla scuola, Celeste rivelò alla sorella di aver stretto un patto con il diavolo in cambio della sua vita.

## Produzione
L'8 agosto 2016 viene annunciato il progetto, scritto e diretto da Brady Corbet. Nel settembre dello stesso anno, Rooney Mara entra nel cast nel ruolo della protagonista, mentre Sia comporrà le canzoni originali. In ottobre invece si unisce al cast Jude Law. Nel gennaio 2018 Natalie Portman sostituisce Rooney Mara.
Le riprese del film sono iniziate il 1º febbraio 2018.

## Colonna sonora
Dopo esser stata annunciata Sia come compositrice delle canzoni originali nel settembre 2016, nell'agosto 2018 viene annunciato che Scott Walker comporrà la colonna sonora.

## Promozione
Il primo teaser trailer del film viene diffuso il 28 agosto 2018.

## Distribuzione
Il film è stato presentato in anteprima mondiale in concorso alla 75ª edizione della Mostra internazionale d'arte cinematografica di Venezia il 4 settembre 2018 e successivamente al Toronto International Film Festival il 7 settembre.
La pellicola è stata distribuita nelle sale cinematografiche statunitensi a partire dal 7 dicembre 2018 ed in quelle italiane dal 12 settembre 2019.

## Accoglienza

### Critica
Sull'aggregatore Rotten Tomatoes il film riceve il 59% delle recensioni professionali positive, con un voto medio di 6,3 su 10 basato su 169 recensioni, mentre su Metacritic ottiene un punteggio di 68 su 100 basato su 35 critiche.

## Riconoscimenti
- 2018 - Mostra internazionale d'arte cinematografica[8]
  - In competizione per il Leone d'oro al miglior film